# CEREC (médecine)
 (septembre 2012).

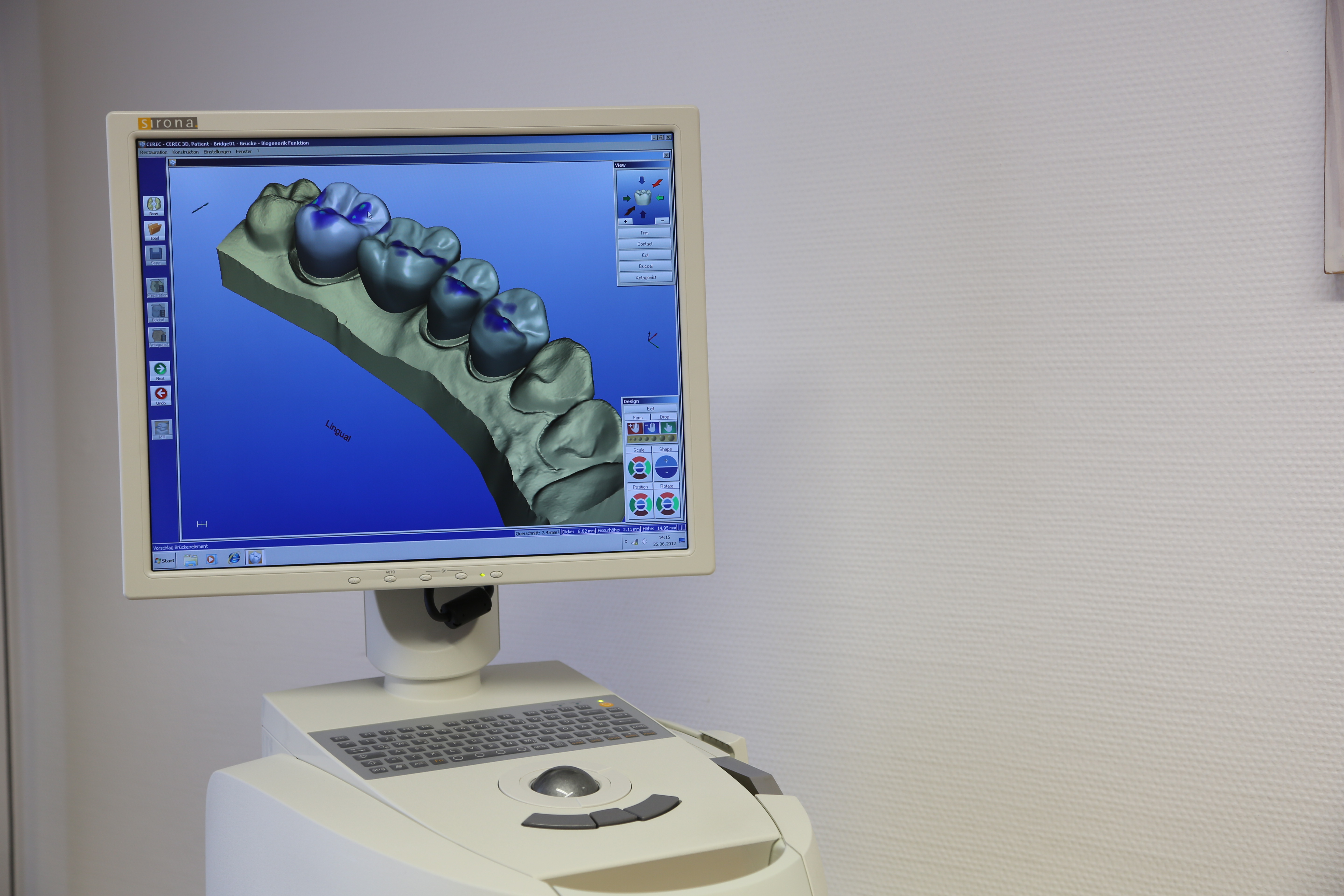
Système informatique CEREC

CEREC est dans les années 2000 l'acronyme de « Chairside Economical Restorations of Esthetic Ceramic », à l'origine, c'était l'acronyme de CERamic REConstruction. CEREC est un système informatisé de CAO (conception assistée par ordinateur) allié à des machines-outils numériques de FAO (fabrication assistée par ordinateur) permettant de réaliser directement et dans une séance unique des restaurations dentaires. Le dentiste travaille ainsi avec un système de (CFAO) conception et fabrication assistées par ordinateur. La CAO généraliste et industrielle s'est développée dans les années 1980 avec la société Dassault Systems et son projet CATIA.
La dentisterie par CFAO a été inventée par le professeur François Duret (né le 8 décembre 1947 à Chalon-sur-Saône), qui en a posé les bases et principes fondateurs dans sa thèse de doctorat soutenue début 1974 à Lyon. À partir cette époque de nombreuses équipes d'ingénieurs et cliniciens se sont lancées dans la recherche de solutions pratiques en CFAO dentaire. Le CEREC est le système de CFAO historiquement utilisé en dentisterie.
Cette méthode de CFAO a été développée par le Professeur W. Mörmann et M. Brandestini en 1980 à l'université de Zurich[réf. souhaitée]. Le 19 septembre 1985, le projet développé par le Professeur Werner Mörmann et son équipe, aboutit à la réalisation d’un inlay par CFAO en bouche dans leurs locaux de l’institut d’odontologie de Zurich, 11 Platenstrasse, étage D, salle no 37. Cet inlay céramique de type MOD est réalisé sur une deuxième molaire supérieure gauche[réf. souhaitée]. Cette équipe trouve les moyens logistiques pour une recherche et des développements qui débouchent, en 1987, sur la commercialisation du Cerec 1 par la firme Siemens. Ce système de CFAO directe usine des blocs de céramique feldspathique de type Vita Mark I. Il sera le point de départ de nombreuses générations de Cerec qui constitue aujourd’hui, le système leader sur le «marché» de la CFAO directe sous la marque Sirona.
Le taux de succès des restaurations CEREC est évalué selon les dernières études cliniques à 95 % à 10 ans et 90 % à 18 ans[réf. souhaitée], ce qui est largement équivalent ou supérieur aux méthodes classiques.
Le système CEREC évolue en permanence. il permet aujourd'hui de réaliser des reconstitutions unitaires en céramique type inlay onlay, couronnes, endocouronnes, facettes esthétiques vestibulaires ou fonctionnelles occlusales sur des préparations en V ( V-Prep).
Comme avec tous les systèmes de CFAO actuels, le dentiste se trouve en face d'un interlocuteur prothétique (prothésiste) au fonctionnement parfaitement codifié, la machine. Il peut réaliser très rapidement l'ensemble des préparations dentaires de façon exacte et précise en adéquation avec les impératifs techniques et odontologiques, notamment grâce au système de préparations dentaires assistées par guidages, dit PAG, imaginé et conçu par le Dr Jacques Raynal en s'appuyant sur les bases technologiques des systèmes CEREC.
Le CEREC est un système de CFAO dite directe qui permet d'accéder à une dentisterie ultra moderne faisant appel à des matériaux céramiques biomimétiques assemblés par collage aux surfaces dentaires. Les qualités du collage de la céramique permettent de préserver de façon maximale et optimale la vitalité des dents traitées. Une nouvelle dentisterie voit actuellement le jour grâce à ces évolutions technologiques, les protocoles dentaires s'en trouvent transformés, faisant bénéficier les patients de soins dentaires complexes rapidement exécutés dans une séance unique.
La CFAO directe est à présent une technique enseignée à l'université, reconnue et normalement prise en charge par la Sécurité sociale (J.O. paru le 11-02-2010).